# Beschleuniger-Massenspektrometrie

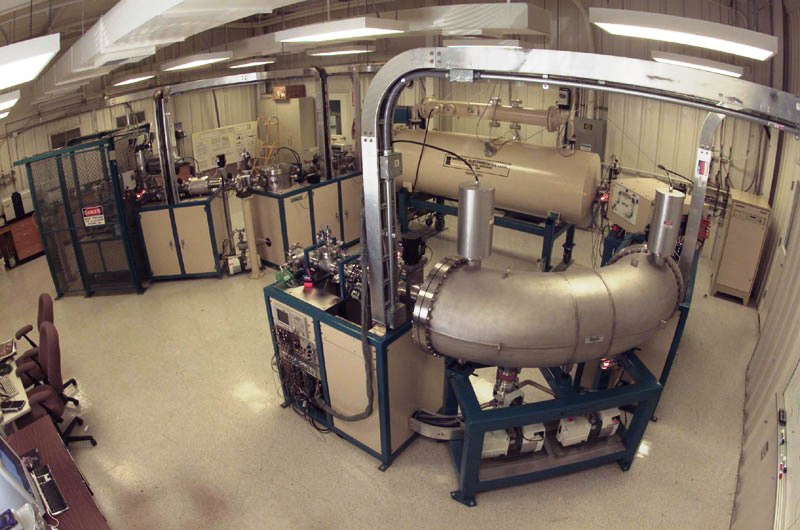
Ein 1-Megavolt-AMS am Lawrence Livermore National Laboratory

Die Beschleuniger-Massenspektrometrie oder AMS (für englisch accelerator mass spectrometry) ist eine Form der Massenspektrometrie.
AMS arbeitet mit einem Teilchenbeschleuniger (fast immer ein Tandembeschleuniger) und zwei Massenspektrometern. 1977 wurde sie an der Universität Oxford zunächst als Verfeinerung der Radiokohlenstoffdatierung, die bis dahin nur über die Messung des radioaktiven Zerfalls von Kohlenstoff-14 möglich war, entwickelt. Heute wird die Methode für zahlreiche Isotope, üblicherweise langlebige Radionuklide, verwendet. Mit AMS wird das Verhältnis eines (Radio-)Isotops zu einem anderen – meist stabilen – Isotop desselben Elements gemessen.
Weltweit gibt es ca. 84 AMS-Labore (Juli 2006). Die meisten davon konzentrieren sich auf die Messung von 14C.

## Ablauf einer Messung
Nach einer chemischen Aufbereitung der Probe wird sie bei den gängigen Apparaturen in einer Sputter-Ionenquelle zerstäubt. Hierbei entstandene negativ geladene Teilchen (Anionen) werden durch eine elektrische Hochspannung (einige Kilovolt) abgesaugt. In einem darauf folgenden Magnetfeld werden verschieden schwere Ionen unterschiedlich stark abgelenkt, so dass bereits vor dem Beschleuniger eine erste Massenselektion stattfindet. Eine Radiokarbondatierung wäre zu diesem Zeitpunkt aber noch nicht möglich, da das Signal des zu messenden Kohlenstoff-14 noch von einem um viele Größenordnungen höheren Untergrund durch molekulare Ionen derselben Masse (z. B. 13C1H− oder 12C1H2−) überlagert ist. Das stabile Isobar Stickstoff-14 bildet keine stabilen negativen Ionen und ist somit keine Untergrundquelle. Dies ist auch der Fall für die AMS-Nuklide 26Al und 129I und deren stabile Isobaren 26Mg und 129Xe. Ähnliches gilt für sehr schwere Nuklide wie 240Pu, wo keine stabilen Isobaren mehr existieren.
Nach der ersten, oben beschriebenen Massenanalyse werden die Ionen in einem Tandembeschleuniger eingeschossen. Hier werden sie durch eine positive Hochspannung von einigen Millionen Volt zum sogenannten Terminal hin beschleunigt, wo sie durch eine dünne Kohlenstofffolie oder einen Gaskanal fliegen. Dort verlieren die Ionen durch Stöße mehrere Elektronen. Vor allem die schwach gebundenen, äußeren Elektronen, die für die Molekülbindung verantwortlich sind, werden alle abgestreift, so dass hier alle Moleküle vollständig zerstört werden. Die nunmehr mehrfach positiven geladenen Ionen werden durch die gleiche Hochspannung weiterbeschleunigt. Nach dem Beschleuniger wird der Teilchenstrahl in einer zweiten magnetischen Massenanalyse von den Molekülfragmenten gereinigt. Die im Strahl verbleibenden Ionen werden individuell mit einer Ionisationskammer oder mit einem Siliziumdetektor nachgewiesen, wobei die hohen Teilchenenergien eine weitere, drastische Untergrundreduktion erlauben. Dadurch werden auch Messungen von Isotopen (z. B. 10Be, 36Cl, 41Ca, 53Mn, 59Ni, 60Fe) möglich, deren stabile Isobare sehr wohl negative Ionen bilden, die aber dann durch geeignete Detektorsysteme diskriminiert werden können.
Die stabilen Isotope werden durch Messung der Stromstärke des Ionenstrahls gemessen. Dazu wird der Strahl in einem Faraday-Becher aufgefangen.
Mit AMS sind beispielsweise 14C/12C-Verhältnisse bis etwa 10−15 messbar. Bei einer typischen Probenmenge von einem Milligramm entspricht dies einer Radioaktivität von etwa 0,2 μBq, d. h. einem zerfallenden Kern in zwei Monaten. Für die Radiokohlenstoffdatierung wird üblicherweise das Isotopenverhältnis mit einer Genauigkeit von 0,5 % gemessen.

## Detektorsysteme der AMS
In der AMS werden in der Regel die Radionuklide durch Zählung gemessen. Einzelne Ionen werden in Teilchendetektoren registriert. Es kommen dabei verschiedene Detektorsysteme zum Einsatz.

### Siliziumdetektoren
Siliziumdetektoren sind Halbleiterdetektoren. Sie liefern ein Energiesignal: die kinetische Energie des einfallenden Ions kann gemessen werden. Ein typisches Einsatzgebiet sind Radionuklide, bei denen kein isobarischer Hintergrund zu erwarten ist. Das sind z. B. 14C und 26Al, deren stabile Isobare 14N bzw. 26Mg keine negativen Ionen bilden.

### Ionisationskammern
Ionisationskammern können im einfachsten Fall ein Energiesignal liefern oder zusätzlich Informationen über den Ort oder den Energieverlust geben.
Ionisationskammern, die Informationen über den Energieverlust geben, können zum einen über quergeteilte Anoden realisiert werden (vgl. dazu auch {\displaystyle \Delta E{\mbox{-}}E}), andererseits durch die Orientierung des elektrischen Felds in Strahlrichtung und Messung der Signalanstiegszeit. (vgl. Bragg-Detektor)

### TOF und ΔTOF
Mit dem Flugzeitmassenspektrometer, auch TOFMS (Time-of-flight mass spectrometer) abgekürzt, ermittelt man das Verhältnis Masse/Ladung über die Flugzeit des Ions.

### Post-Stripping
Post-stripping ist ein Verfahren zur Isobarentrennung. Es wird zum Beispiel für die Messung von 81Kr verwendet. Das Isobar 81Br ist stabil. Der Ionenstrahl wird zunächst mit einem Zyklotron auf eine Energie von mehreren GeV beschleunigt und anschließend durch eine Folie geschossen. In der Folie geben die Ionen durch viele Stoßprozesse weitere Elektronen ab. Wenn die Energie groß genug ist, gibt ein Teil der Ionen alle Elektronen ab. Die nackten Atomkerne haben nun eine Ladung, die der Ordnungszahl entspricht. Im Anschluss an das Post-stripping wird der Strahl mit einem Magneten nach Ladung aufgetrennt. Brom-Ionen mit der Ordnungszahl 35 können maximal die Ladung 35e erreichen, Krypton-Ionen können aber die Ladung 36e erreichen. Werden der Magnet und Blenden so eingestellt, dass nur Ionen mit der Ladung 36e im Detektor landen, kann damit der Hintergrund durch 81Br effektiv reduziert werden.

### Gasgefüllte Magneten
Gasgefüllte Magnetspalte sind ein effektives Mittel um isobarischen Untergrund wie 53Cr bei 53Mn Messungen oder 60Ni bei 60Fe Messungen zu unterdrücken. Dabei wird die unterschiedliche Kernladungszahl der Elemente und der daraus folgenden Energie- und Ortseparation im Gas ausgenutzt. Isobare können durch eine Blende bei passendem Magnetfeld um mehrere Größenordnungen unterdrückt werden – bevor diese überhaupt den Detektor (Ionisationskammer) erreichen.
Bekannte Beispiele für Aufbauten mit gasgefüllten Magneten sind das GAMS (Gas-filled Analyzing Magnet System) in München am MLL oder der gasgefüllte Enge Split-pole der ANU in Australien.

## Anwendungen
Die Anwendungen von AMS sind sehr vielfältig und erstrecken sich über verschiedene Disziplinen. AMS wird oft zur Radiokarbondatierung von beispielsweise Fossilien und archäologischen Funden verwendet. In der Geologie werden unter anderem die kosmogenen Radionuklide 10Be, 26Al und 36Cl zur Oberflächenexpositionsdatierung gemessen. Außerdem wird AMS in der biomedizinischen Forschung häufig benutzt.

### Korrektur von Bildfehlern und Steigerung der Präzision der Massenseparation
AMS können wie optische Systeme, beispielsweise bestehend aus Linsen, Prismen und Spalte, betrachtet werden. Die Präzision der optischen Baugruppen spiegelt sich in der Auflösung eines gesamten Systems wider. Analog weisen die Baugruppen eines AMS, bestehend aus Magnet(en) und elektrostatischen Ablenkeinheiten, Bildfehler auf, wie z. B. Randverzerrungen oder anderweitige Inhomogenitäten. Ebenso ist der Ionenstrahl Teil des optischen Systems, dessen Eigenschaften mehr oder weniger von einem perfekten Parallelstrahl abweichen. Es liegt nahe, diese Bildfehler mit geeigneten Korrekturelementen auszugleichen. Position und Parameter dieser Elemente müssen exakt berechnet und/oder experimentell bestimmt werden. So können mehrere Drähte oder flache Zusatzspulen in die Magneten eingebracht werden und über eine Veränderung der Stromstärke Korrekturfelder erzeugen. Gleichermaßen ist es gelungen, elektrostatische Korrektureinheiten, bestehend aus in Strahlrichtung kreisförmig angeordneten Längsdrähten (4, 8, 16, 32 usw.) einzubringen und Bildfehler höherer Ordnungen zu korrigieren. Die Eigenschaften dieser sogenannten elektrostatischen Multipole können zudem über deren Drahtdicke verändert werden.